# Hurleur de l'île Coïba
Alouatta coibensis
Espèce
Statut CITES
L'Hurleur de l'île Coïba ou Hurleur d'Azuero (Alouatte coibensis) est un singe hurleur ou alouate, endémique de l'île de Coiba au Panama.

## Liste des sous-espèces
Selon Mammal Species of the World (version 3, 2005)  (22 novembre 2014) :
- sous-espèce Alouatta coibensis coibensis
- sous-espèce Alouatta coibensis trabeata